# Suzana Ardeleanu
Suzana Ardeleanu, nume de fată Tași, cunoscută și sub numele Zsuzsanna Weissböck (n. 8 martie 1946, Satu Mare, România) este o scrimeră română specializată pe floretă, campioană mondială pe echipe la Campionatul Mondial de Scrimă din 1969. A participat la proba individuală și la proba pe echipe la Jocurile Olimpice de vară din 1980.

## Carieră
Ardeleanu a început scrima la Satu Mare cu antrenorul Alexandru Csipler. În anul 1964, alături de Ecaterina Stahl-Iencic și Ileana Gyulai, s-a mutat la CSA Steaua București sub conducerea lui Andrei Vâlcea.
Cu echipa României, care le-a avut în componența și pe Olga Szabo, Maria Vicol, Ana Ene-Derșidan și Ileana Gyulai, a cucerit medalia de aur la Campionatul Mondial din 1969 de la Havana.
S-a retras din competiție după Jocurile Olimpice de vară din 1980 și a devenit antrenor de scrimă la CS Satu Mare cu soțul ei, floretistul Ștefan Ardeleanu.

## Legături externe
- Materiale media legate de Suzana Ardeleanu la Wikimedia Commons
- en Suzana Ardeleanu la Olympedia.org